# Église Saint-Cyr-et-Sainte-Julitte de Duneau
L'église Saint-Cyr-et-Sainte-Julitte, parfois graphiée Saint-Cyr-et-Sainte-Julithe ou désignée Sainte-Julithe-et-Saint-Cyr, est une église catholique située à Duneau, dans le département de la Sarthe en France.

## Historique

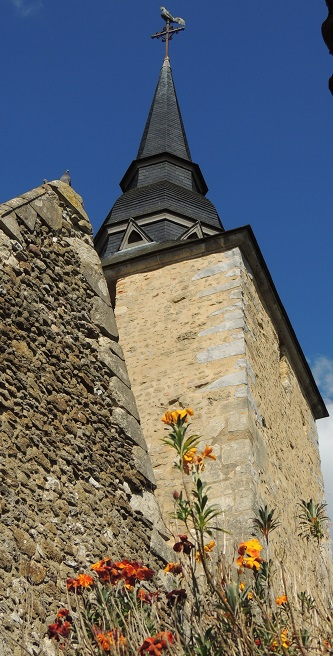
La flèche du clocher de l'église

Église fondée au XIe siècle, dépendant de l'archidiaconé de Montfort. Construite dans le style roman, elle comportait à l'origine une nef unique prolongée d'une abside. L'édifice fut remanié aux XVIe, XVIIe et XVIIIe siècles. Les deux chapelles latérales furent successivement ajoutées en 1550 (nord) et en 1607 (sud). Le portail occidental date du XVIe siècle. Il est flanqué de bas-reliefs encastrés dans la maçonnerie datant de la construction de l'édifice et qui représentent des masques, des volutes et des cercles. Dans le mur nord, se trouve un autre vestige de l'ancien décor de l'église, une curieuse statue en pierre figurant probablement saint Georges.
La flèche du clocher est inscrite au titre des monuments historiques depuis le 6 janvier 1926. L'inscription est étendue à l'ensemble de l'édifice et à la sacristie le 1er juillet 2015